# 冬山 (大字)
冬山，原稱為冬瓜山，是台灣宜蘭縣冬山鄉的一個傳統地域名稱，也是全鄉行政中心所在地，位於該鄉中部偏東。相較於今日行政區，其範圍大致包括冬山村、南興村、安平村。

## 歷史
台灣清治末期，冬山地區為一街庄，稱為「冬瓜山庄」，隸屬於紅水溝堡。該庄北與珍珠里簡庄為鄰，東北一小段與補城地庄為鄰，東與香員宅庄、阿兼城庄為鄰，南邊及西南邊為蕃地，西北邊為大和庄。
1901年（日治明治三十四年）11月，廢縣廳改設二十廳，該庄隸屬於宜蘭廳，編入第十一區。1905年（明治三十八年）7月，第十一區改名「紅水溝區」。1909年（明治四十二年）10月，合併二十廳為十二廳，該庄仍隸屬於宜蘭廳。1920年（大正九年），廢十二廳改設五州二廳，該庄改制為「冬山」大字，隸屬於臺北州羅東郡冬山庄，大字下有「冬山」、「南興」小字名。
戰後冬山庄改制為冬山鄉，隸屬於臺北縣，大字改制為村。1950年10月，北、基、宜分治，冬山鄉改隸屬於宜蘭縣。

## 聚落
本地區發展較早的聚落有溪灞、冬瓜山（冬山）、南興、竹篙厝、大埤、八角等，在日治期初期的官方地圖上已有記載。此外，本地區尚有安平坑、照安坑、大坪頂等聚落。

## 交通
台鐵宜蘭線是台灣東北部鐵路幹線，大致以西北—東南走向經過冬山地區北部。境內設有冬山車站，屬二等站，僅停靠部分莒光號、復興號、區間快車，以及全部的區間車。由此可前往台鐵沿線各站。
省道台9線（冬山路一段）又稱「東部幹線」，是台北經東台灣至屏東楓港的幹道，大致以西北—東南走向經過本地區北部。由該道路向西北轉北可前往羅東、五結西北部、宜蘭、礁溪、頭城西南部、坪林等地，向東南轉南南東可前往蘇澳、南澳、秀林、新城、花蓮等地。
鄉道宜30線（義成路一段、冬山路、成興路）是蚊子坑至成興的道路，大致以西南西—東北東走向轉西北西—東南東走向再轉西南西—東北東走向經過本地區北部。由該道路向西南西轉西北西可前往太和、員山、鹿埔、阿里史並止於鄉道宜46線路口，向東北東可前往補城地與香員宅交界地帶、奇武荖、隆恩、成興與猴猴交界地帶、下清水西南部並止於省道台2線路口。
鄉道宜25線（富農路一段）是二結至冬山的道路，其南側端點位於本地區東北部鄉道宜30線路口。由此向北北東出境後，可前往珍珠里簡、武罕與三堵邊界地帶、武淵、月眉東部、打那岸東南部、鐤撖社西部、大埔西部、頂五結東部的五結市區、下五結與下三結交界地帶、頂三結、二結中部偏西南並止於省道台9線路口。
鄉道宜35線（大安路）是冬山至大霸的道路，其北側端點位於本地區西北部省道台9線路口。由此向西南蜿蜒而行，可前往安平坑。

## 學校
- 冬山國中
- 冬山國小